# Кольбе, Питер
Питер Кольбе (1675—1726 гг.) (также известный как Кольб, Кольбен или Кольбе) был направлен на Мыс Доброй Надежды с рекомендательными письмами от Николая Витсена, мэра Амстердама, с мандатом на составление всеобъемлющего описания Южной Африки и проведение астрономических и геодезических исследований. Кольбе лучше всего помнят за его публикацию в 1719 году в Нюрнберге Caput Bonae Spei Hodiernum. Первым был опубликован контрольный перечень фауны мыса кольбе. В голландском издании, Naauwkeurige beschryving Ван де Каап-де-Гоед-Хуп, опубликованной в Амстердаме в 1727 году, его счет посвящает 45 страниц для млекопитающих, для птиц 22, 24 для рыб, и 20 страниц для змей, насекомых и других животных. Как и многие писатели естественной истории в то время, он был склонен включать преувеличенные рассказы. Его открытие и описание жирафа вызвало большой интерес в Европе, и хотя Юлий Цезарь привез жирафа в Рим примерно в 46 году до нашей эры, ни один надежный источник не привёл убедительных доказательств существования этого довольно невероятного существа.
Кольбе был назначен в 1705 году первым официальным астрономом в Южной Африке и работал на мысе между 1705 и 1713 годами, предоставляя подробный отчет о повседневной жизни на мысе, а также описывая географию, климат, флору и фауну, с последующим точным изучением Готтентотов, охватывающих их язык, религию, образ жизни и обычаи. Отчет кольбе был впервые опубликован на немецком языке в Нюрнберге в 1719 году.
«Несколько красивых загородных мест, виноградников и садов можно увидеть практически со всех сторон столового холма. Компания имеет здесь два очень просторных, богатых и красивых сада. В одном из них стоит, возведенный за счет компании, дворянский Увеселительный дом для губернатора, а рядом с ним красивая Роща Дубов, названная круглым кустарником, от которого этот сад (Рондебош) и берет свое название, будучи названным круглым кустарником. Другой сад, который находится на некотором расстоянии от этого называется Newland, потому что, но в последнее время посажены. Оба этих сада мелко поливаются источниками на Столовом холме, и компания получает от них очень значительный доход.»